# ديفون موريس
ديفون موريس (بالإنجليزية: Devon Morris) هو منافس ألعاب قوى جامايكي، ولد في 22 يناير 1961 في أبرشية ويستمورلاند ‏ في جامايكا.

## وصلات خارجية
- ديفون موريس على موقع الاتحاد الدولي لألعاب القوى (الإنجليزية)
- ديفون موريس على موقع اللجنة الأولمبية الدولية (الإنجليزية)
- ديفون موريس على موقع أوليمبيديا (الإنجليزية)
- ديفون موريس على موقع اتحاد ألعاب الكومنولث (مؤرشف) (الإنجليزية)